# Sivensa
Siderúrgica Venezolana, S.A., abreviada como: Sivensa (BVC:SVS) es el segundo mayor productor de acero de Venezuela después de Sidor. Sin embargo, Sivensa, fundada en 1948, ha sido el productor de acero más grande de Venezuela en el sector privado desde 2008, después de que Sidor fuera nacionalizada en 2008

## Historia
Los documentos sociales de Siderúrgica Venezolana, SA, se inscribieron en octubre de 1948. La empresa se inició con un capital de dos millones de bolívares;  su mayor accionista fundador fue Miles Meyer Sherover (1896-1976), un estadounidense de origen israelí. Otros accionistas fundadores incluyeron a Robert Turgot Brinsmade (1913–1994), abogado internacional estadounidense, Warren William Smith (1865–1956), ciudadano estadounidense, Oscar Augusto Machado (1890–1966), venezolano, y Carlos Morales, venezolano. Su objetivo fundacional era producir barras de refuerzo de acero, alambrón, estructuras y otros productos de acero.
El primer lanzamiento de Sivensa fue en 1950 y, ese año, la producción anual alcanzó las cinco toneladas. Sherover fue designado presidente, cargo que ocupó hasta 1959, cuando asumió la presidencia Oscar Machado Zuloaga. Ángel Cervini lo reemplazó hasta 1979.
Para 1957, el Complejo Siderúrgico de Antímano en Caracas producía 65.000 toneladas de varillas de acero utilizando maquinaria y equipos obsoletos. Ese año, Sivensa adquirió una participación del 50% en Recuperadora General Venezolana CA (Regeveca), que compraba y vendía chatarra en el país.
En 1998, Sivensa sufrió una fuerte crisis —principalmente por la crisis asiática— que redujo el tamaño de la empresa y generó un importante endeudamiento. Tiene una división principal, International Briquettes Holding (IBH), que vende briquetas y gránulos de hierro.
En 2010, el gobierno venezolano expropió la subsidiaria más grande e importante la unidad de la firma local Sivensa, la "Siderurgica del Turbio S.A." (Sidetur) denominándolo "Complejo Siderurgico Bolivariano", que vende acero. Después de que los precios más altos del acero mejoraran las finanzas que siguieron a la crisis asiática , el gobierno nacionalizó Sidetur y se publicó en la Gaceta Oficial N° 39.544 del miércoles, 3 de noviembre de 2010. Las plantas, las que aún son propiedad de Sivensa y las que fueron expropiadas, están todas ubicadas en Venezuela. Nueve plantas en operación están ubicadas en los estados de Bolívar, Carabobo, Miranda, Lara y el Distrito Federal. Adicionalmente, Sidetur cuenta con 14 centros de acopio de material ferroso ubicados en diversas ciudades. La caída de la producción que reporta la empresa inicio desde 2014, el dirigente sindical de la empresa Alejandro Álvarez expreso  “No es posible que no tengamos flujo de caja, ni insumos, ni repuestos, además es inaceptable que no se le esté pagando a los proveedores”, sin embargo desde 2019 el personal obrero recibe como justificación el llamado bloqueo económico, en alusión a las sanciones que gobiernos como el de Estados Unidos impusieron Venezuela.